# Губернская волость
Губернская волость — малочисленная волость Аргаяшского кантона БАССР. Сейчас — территория Аргаяшского района Челябинской области. 
Преобладающая национальность — русские. Центр — село Кузнецкое, возле которого в верстах 2-4 располагались:
- д. Безпаловское;
- с. Губернское;
- д. Смолино.

Доктор философских наук Дамир Валеев в статье «Аргаяшские башкиры и их исторические корни» писал:
«Интерес представляет заселение территории русским населением. Особенно это относится к селам Кузнецкое и Губернское. Эти и ещё две деревни, Бесполовское и Смолина, созданы переселенцами из Центральной России, в основном, крепостными крестьянами, проданными (по другим источникам — проигранными в карты) князем М. И. Долгоруковым уральскому заводчику Н. Н. Демидову и отправленными на новое местожительство между декабрем 1784 и январем 1785 года. Их потомки до сих пор помнят, что предки были уроженцами села Тютняры Рождественской волости Кузнецкого уезда Саратовской губернии»